# 遠くをみつめて
『遠くをみつめて』（とおくをみつめて）は、日本のシンガーソングライターである簔谷雅彦（現・みのや雅彦）の1枚目のアルバム。

## 解説
デビューアルバム。セカンドシングル「やさしい時代」を含む全10曲収録。
1981年11月のデビュー以降、STVラジオの番組出演に加え、全国のライブハウスや学園祭のステージを中心に、年間250本ものステージを精力的にこなす。そして同年12月3日に、札幌・ヤマハホールにて、初のホールコンサート「簑谷雅彦ファーストコンサート-遠くをみつめて-」を開催した。

## 批評
『CDジャーナル』は、「松山千春を思わせるかのような、おおらかで情感たっぷりの彼の歌声。優しく心に染み渡る切ない歌詞とストリングス系の音色が巧みに混合し、情緒たっぷりな風情が歌から湧き出てきます。」と批評した。

## 収録曲
- 全作詞・作曲:簔谷雅彦

1. 偶然 編曲:瀬尾一三
2. しあわせ廻り道 編曲:水谷公生
3. Lonely Charley(ロンリー・チャーリー) 編曲:水谷公生
4. ひとりララバイ 編曲:瀬尾一三
5. やさしい時代 編曲:水谷公生
6. 風が通り過ぎた町 編曲:瀬尾一三
7. 汽車のあとを 編曲:瀬尾一三
8. 願い 編曲:水谷公生
9. まぶしい朝　編曲:瀬尾一三
10. 夜　編曲:水谷公生

## STAFF
- PRODUCER :稲葉竜文(CBS/SONY)
- DIRECTOR：須川敏治(SD北海道)[3],大輪晃義(STVパック)
- MANEGER ：山田義彦(SD北海道)
- RECORDING ENGINEER :助川健
- SECOND ENGINEER :大野邦彦,芳川勇人,天野貴之,高松幹大
- EXECUTIVE PRODUCER :稲垣博司(CBS/SONY)[4]
- ART DIRECTION & DESIGN :仁張明男(CBS/SONY)
- PHOTOGRAPHY :波多健
- STYLIST :北島多麻恵